# André van Halewyck
André van Halewyck (11 augustus 1951) is een Vlaams uitgever.
Van Halewyck was samen met Rik Coolsaet sinds het eind van de jaren 70 actief bij het tijdschrift Kritak (Kritische Actie). In november 1976 vormden zij dat om tot een uitgeverij. Vanaf eind 1983 gaf Kritak het noodlijdende weekblad De Zwijger uit maar in juni 1984 werd de publicatie toch stopgezet. In 1985 werd Kritak overgenomen door de Nederlandse uitgeverij Meulenhoff. Dat nam in 1993 ook het Belgische Manteau over, en probeerde dit met Kritak samen te voegen. Dit stuitte op weerstand, en Van Halewyck probeerde onder meer Kritak terug te kopen. Door die spanningen werd Van Halewyck op staande voet ontslagen, iets waarvoor Meulenhoff jaren later voor de rechter ongelijk zou krijgen.
Van Halewyck richtte daarop in 1995 zijn eigen uitgeverij Van Halewyck op. Veel literaire auteurs bleven bij Meulenhoff en aanvankelijk stapten vooral non-fictieauteurs mee in de Uitgeverij Van Halewyck. In 2003 verscheen met de autobiografie Leve Mij van Johan Anthierens het 500ste boek bij Van Halewyck.
Na verschillende goede jaren maakte de uitgeverij in 2010 €181.000 verlies, maar de volgende jaren boekte men weer winst dankzij enkele goede titels, waaronder de succesvolle kookboeken van Jeroen Meus.
In 2016 werd Van Halewyck opgenomen in de groep Pelckmans Uitgevers en herbergde sindsdien ook het jeugdboekenfonds van uitgeverij Abimo. 
In 2019 bracht Van Halewyck de slapende titel Kritak weer tot leven.